# Patouillardina cinerea
Patouillardina cinerea är en svampart som beskrevs av Bres. ex Rick 1958. Patouillardina cinerea ingår i släktet Patouillardina, ordningen Auriculariales, klassen Agaricomycetes, divisionen basidiesvampar och riket svampar.   Inga underarter finns listade i Catalogue of Life.